# Wilhelm Henschel
Wilhelm Henschel (* 15. März 1781 oder 1785 in Trachenberg; †  27. Juni 1865 in Breslau) war ein deutscher Zeichner, Kupferstecher und Lithograf.

## Leben
Henschel entstammte einer jüdischen Familie. Gemeinsam mit seinen Brüdern Friedrich (1781–1837), August (1782–1828) und Moritz (1785–1862) wuchs Wilhelm in Breslau auf und besuchte mit seinen Geschwistern die 1790 gegründete jüdische Unterrichtsanstalt, in der sein Onkel Elias Henschel Mitglied des Schulkollegiums war. 1804 gingen die Brüder nach Berlin. In diesem Jahr ist erstmals eine Teilnahme an der Berliner Akademie-Ausstellung mit graphischen Werken der Gebrüder Henschel belegt. Im Katalog der Akademie-Ausstellung 1804 ist unter der Nummer 84 folgendes Werk aufgeführt: Vom Herrn Henschel. Porträtmaler aus Breslau. Sokrates im Gefängnis unter seinen Schülern. Eine Handzeichnung.
1811 begann die Sammlung Ifflands mimische Darstellungen für Schauspieler und Zeichner zu erscheinen. Die Gebrüder Henschel saßen zwischen 1808 und 1811 im Berliner Königlichen Nationaltheater und fertigten während des Spielbetriebs Zeichnungen von den Schauspielern an, vor allem von August Wilhelm Iffland. Das war möglich, weil der Zuschauerraum bis Mitte des 19. Jahrhunderts erleuchtet war. In diesem Werk ging es darum, das Zeichensystem der Iflandschen Schauspielkunst zu beschreiben. Insgesamt erschienen zwanzig Rollenserien mit jeweils sechs Blättern und insgesamt 120 Kupferstichen, die Iffland in 19 Rollen porträtierten. Ein Heft ist der Schauspielerin Friederike Bethmann-Unzelmann gewidmet. Diese Hefte waren als Auftakt einer großen Folge gedacht, die jedoch nie zum Abschluss kam. Das erste Heft zeigte Iffland in der Rolle des Harpagnon in Molières Der Geizige. Gewöhnlich wurden die Werke mit Gebr. Henschel signiert. Nur in wenigen Fällen sind ihre Vornamen aufgeführt.
Goethe schrieb über Ifflands mimische Darstellungen einige Jahre später: „Gewiß es bedurfte viel Talent und Kunstfertigkeit, so verschiedene angenommene Charaktere und Leidenschaften darzustellen, und unter allen Abwechselungen gleichwohl die eigenthümlichen Züge des Mannes beyzubehalten; der Künstler Aufmerksamkeit hat sich noch weiter und bis auf das Kostüme erstreckt, so daß wer Iffland öfters spielen sahe sich aus den Bildern seines Anzugs wieder erinnern wird. – Die Manier womit diese mimischen Darstellungen in Kupfer gestochen sind ahmt leichte Entwürfe in schwarzer Kreide nach, nur Umrisse mit einiger Andeutung des Schattens.“

Neben diesen Theaterbildern zeichneten die Brüder Henschel eine Reihe Berliner Persönlichkeiten wie Johann Gottlieb Fichte, Wilhelm von Humboldt, August von Kotzebue Julius von Voß, Friedrich Wilhelm III. und Luise von Preußen.
1812 erhielten Wilhelm Henschel und sein Bruder August von der Königlichen Akademie der Künste den Titel Akademische Künstler.

Anlässlich des 70. Geburtstags von Johann Wolfgang Goethe erschien 1819 das erste Heft der Serie „Scenen aus Goethes Leben“. Als Titelbild fertigten die Gebrüder nach einem Bildnisrelief Schadows ein lithografisches Porträt des Dichters an.
1832 verließ Wilhelm Henschel Berlin. Er siedelte, wie seine Brüder, nach Breslau zurück. In der Folgezeit arbeiteten die Gebrüder vor allem als Porträtmaler für das jüdische Breslauer Bürgertum.